# Liste der Orte im Landkreis Roth
Die Liste der Orte im Landkreis Roth listet die 325 amtlich benannten Gemeindeteile (Hauptorte, Kirchdörfer, Pfarrdörfer, Dörfer, Weiler und Einöden) im Landkreis Roth auf.

## Systematische Liste
Alphabet der Städte und Gemeinden mit den zugehörigen Orten.
- Die Stadt Abenberg mit 14 Gemeindeteilen:
  - Hauptort Abenberg
  - Pfarrdörfer Dürrenmungenau und Wassermungenau
  - Kirchdorf Obersteinbach ob Gmünd
  - Dörfer Bechhofen, Beerbach, Ebersbach, Kapsdorf und Kleinabenberg
  - Weiler Louisenau.
  - Einöden Fischhaus, Pflugsmühle, Pippenhof und Weihermühle

- Der Markt Allersberg mit 26 Gemeindeteilen:
  - Hauptort Allersberg
  - Pfarrdörfer Ebenried und Göggelsbuch
  - Kirchdörfer Altenfelden und Uttenhofen
  - Dörfer Brunnau, Eppersdorf, Guggenmühle, Harrhof, Heblesricht, Kronmühle, Lampersdorf, Polsdorf und Reckenstetten
  - Weiler Eismannsdorf, Eulenhof, Reckenricht und Schönbrunn
  - Schloss Appelhof
  - Einöden Eisbühl, Fischhof, Grashof, Realsmühle, Sankt Wolfgang, Stockach und Wagnersmühle

- Die Gemeinde Büchenbach mit 13 Gemeindeteilen:
  - Pfarrdorf Büchenbach
  - Dörfer Asbach, Aurau, Breitenlohe, Gauchsdorf, Götzenreuth, Kühedorf, Neumühle, Ottersdorf und Tennenlohe
  - Weiler Schopfhof und Ungerthal
  - Einöde Hebresmühle

- Die Gemeinde Georgensgmünd mit 13 Gemeindeteilen:
  - Pfarrdörfer Georgensgmünd und Rittersbach
  - Kirchdörfer Mäbenberg und Petersgmünd
  - Dörfer Hauslach, Mauk, Oberheckenhofen, Obermauk, Untersteinbach ob Gmünd und Wernsbach
  - Weiler Weinmannshof
  - Einöde Hämmerleinsmühle
  - Sonstiger Ort Friedrichsgmünd

- Die Stadt Greding mit 31 Gemeindeteilen:
  - Hauptort Greding
  - Pfarrdörfer Großhöbing, Heimbach, Obermässing, Röckenhofen und Untermässing
  - Kirchdörfer Esselberg, Euerwang, Grafenberg, Hausen, Herrnsberg, Kaising, Kraftsbuch, Landerzhofen, Linden, Mettendorf, Österberg und Schutzendorf
  - Dörfer Attenhofen und Kleinnottersdorf
  - Weiler Birkhof, Günzenhofen, Hofberg, Petermühle und Viehhausen
  - Einöden Bleimerschloß, Buganderl-Keller, Distelmühle, Rotheneichmühle, Wildbad, Wirthsmühle und Ziegelhof (Greding)
  - Abgegangene Orte Achmühle, Grabkapelle (Greding),  Hintermühle, Lanzmühle, Petermühle, Mittelmühle,  Steinmühle und Vordermühle

- Die Stadt Heideck mit 17 Gemeindeteilen:
  - Hauptort Heideck
  - Pfarrdörfer Laibstadt und Liebenstadt
  - Kirchdörfer Aberzhausen, Rudletzholz, Schloßberg und Selingstadt
  - Dörfer Altenheideck, Fichtenmühle, Höfen, Laffenau, Seiboldsmühle und Tautenwind
  - Weiler Haag, Kippenwang und Rambach
  - Gut Kreuth

- Die Stadt Hilpoltstein mit 49 Gemeindeteilen:
  - Hauptort Hilpoltstein
  - Pfarrdörfer Jahrsdorf, Meckenhausen, Weinsfeld und Zell
  - Kirchdörfer Hagenbuch, Häusern, Heuberg, Hofstetten, Mindorf, Mörlach und Sindersdorf
  - Dörfer Altenhofen, Bischofsholz, Eibach, Grauwinkl, Karm, Lay, Marquardsholz, Minettenheim, Patersholz, Pierheim, Solar, Tandl und Unterrödel
  - Weiler Federhof, Holzi, Kauerlach, Oberrödel und Riedersdorf
  - Einöden Auholz, Fuchsmühle, Heindlhof, Knabenmühle, Lochmühle bei Heuberg, Lochmühle bei Oberrödel, Löffelhof, Lösmühle, Meilenbach, Paulusmühle, Rothenmühle, Schweizermühle, Seitzenmühle, Stephansmühle, Weiherhaus, Weihersmühle und Zereshof
  - Anstalt Auhof
  - Sonstiger Ort Aumühle

- Die Gemeinde Kammerstein mit 17 Gemeindeteilen:
  - Pfarrdörfer Barthelmesaurach und Kammerstein
  - Dörfer Albersreuth, Günzersreuth, Haag, Mildach, Neppersreuth, Oberreichenbach, Poppenreuth, Putzenreuth, Rudelsdorf, Volkersgau und Waikersreuth
  - Weiler Haubenhof und Schattenhof
  - Einöden Chausseehaus bei Günzersreuth und Hasenmühle

- Die Gemeinde Rednitzhembach mit 8 Gemeindeteilen:
  - Pfarrdorf Plöckendorf
  - Kirchdorf Rednitzhembach
  - Dörfer Igelsdorf, Untermainbach und Walpersdorf
  - Weiler Oberfichtenmühle
  - Einöden Unterfichtenmühle und Weihersmühle

- Die Gemeinde Rohr mit 16 Gemeindeteilen:
  - Pfarrdörfer Gustenfelden, Regelsbach und Rohr
  - Kirchdorf Kottensdorf
  - Dörfer Dechendorf, Hengdorf, Leitelshof, Leuzdorf, Nemsdorf, Prünst und Weiler
  - Weiler Gaulnhofen, Göckenhof und Wildenbergen
  - Einöden Christenmühle und Zwieselhof

- Die Stadt Roth mit 30 Gemeindeteilen:
  - Hauptort Roth
  - Pfarrdörfer Eckersmühlen, Pfaffenhofen und Wallesau
  - Kirchdorf Bernlohe
  - Dörfer Barnsdorf, Belmbrach, Birkach, Eichelburg, Haimpfarrich, Harrlach, Heubühl, Hofstetten, Kiliansdorf, Meckenlohe, Obere Glasschleife, Obersteinbach an der Haide, Pruppach, Rothaurach, Unterheckenhofen und Untersteinbach an der Haide
  - Weiler Eisenhammer an der Roth und Zwiefelhof
  - Einöden Brückleinsmühle, Finstermühle, Hasenbruck, Kupferhammer an der Roth, Leonhardsmühle, Untere Glasschleife und Wallersbach

- Die Gemeinde Röttenbach mit 5 Gemeindeteilen:
  - Pfarrdorf Röttenbach
  - Kirchdörfer Mühlstetten und Niedermauk
  - Dörfer Oberbreitenlohe und Unterbreitenlohe

- Der Markt Schwanstetten mit 7 Gemeindeteilen:
  - Ehemaliger Markt Schwand bei Nürnberg
  - Pfarrdorf Leerstetten
  - Dörfer Furth, Harm und Mittelhembach
  - Einöden Hagershof und Holzgut

- Die Stadt Spalt mit 28 Gemeindeteilen:
  - Hauptort Spalt
  - Pfarrdörfer Fünfbronn, Großweingarten und Theilenberg
  - Kirchdörfer Hagsbronn und Wasserzell
  - Dörfer Enderndorf am See, Güsseldorf, Keilberg, Massendorf, Mosbach, Ottmannsberg, Schnittling, Stockheim, Untererlbach und Wernfels
  - Weiler Höfstetten, Hohenrad, Hügelmühle, Stiegelmühle und Straßenhaus
  - Einöden Egelmühle, Engelhof, Heiligenblut, Kaltenbrunn, Nagelhof, Steinfurt und Trautenfurt

- Der Markt Thalmässing mit 38 Gemeindeteilen:
  - Hauptort Thalmässing
  - Ehemaliger Markt Eysölden
  - Pfarrdörfer Alfershausen, Offenbau und Schwimbach
  - Kirchdörfer Aue, Gebersdorf, Kleinhöbing, Landersdorf, Lohen, Ohlangen, Reichersdorf, Ruppmannsburg und Tiefenbach
  - Dörfer Dixenhausen, Eckmannshofen, Hagenich, Pyras, Reinwarzhofen, Stauf, Steindl, Stetten und Waizenhofen
  - Weiler Göllersreuth und Rabenreuth
  - Einöden Appenstetten, Bergmühle, Feinschluck, Graßhöfe, Heimmühle, Hundszell, Kammühle, Kätzelmühle, Kochsmühle, Kolbenhof, Neumühle, Ziegelhütte und Zinkelmühle

- Der Markt Wendelstein mit 13 Gemeindeteilen:
  - Hauptort Wendelstein
  - Pfarrdorf Röthenbach bei Sankt Wolfgang
  - Kirchdorf Großschwarzenlohe
  - Dörfer Kleinschwarzenlohe, Neuses, Raubersried, Sorg und Sperberslohe
  - Weiler Dürrenhembach, Gugelhammer und Nerreth
  - Einöden Erichmühle und Königshammer

## Alphabetische Liste
In Fettschrift erscheinen die Orte, die namengebend für die Gemeinde sind.

### A
- Abenberg
- Aberzhausen zu Heideck
- Albersreuth zu Kammerstein
- Alfershausen zu Thalmässing
- Allersberg
- Altenfelden zu Allersberg
- Altenheideck zu Heideck
- Altenhofen zu Hilpoltstein
- Appelhof zu Allersberg
- Appenstetten zu Thalmässing
- Asbach zu Büchenbach
- Attenhofen zu Greding
- Aue zu Thalmässing
- Auhof zu Hilpoltstein
- Auholz zu Hilpoltstein
- Aumühle zu Hilpoltstein
- Aurau zu Büchenbach

### B
- Barnsdorf zu Roth
- Barthelmesaurach zu Kammerstein
- Bechhofen zu Abenberg
- Beerbach zu Abenberg
- Belmbrach zu Roth
- Bergmühle zu Thalmässing
- Bernlohe zu Roth
- Birkach zu Roth
- Birkhof zu Greding
- Bischofsholz zu Hilpoltstein
- Bleimerschloß zu Greding
- Breitenlohe zu Büchenbach
- Brückleinsmühle zu Roth
- Brunnau zu Allersberg
- Büchenbach
- Buganderl-Keller zu Greding

### C
- Chausseehaus bei Günzersreuth zu Kammerstein
- Christenmühle zu Rohr

### D
- Dechendorf zu Rohr
- Distelmühle zu Greding
- Dixenhausen zu Thalmässing
- Dürrenhembach zu Wendelstein
- Dürrenmungenau zu Abenberg

### E
- Ebenried zu Allersberg
- Ebersbach zu Abenberg
- Eckersmühlen zu Roth
- Eckmannshofen zu Thalmässing
- Egelmühle zu Spalt
- Eibach zu Hilpoltstein
- Eichelburg zu Roth
- Eisbühl zu Allersberg
- Eisenhammer an der Roth zu Roth
- Eismannsdorf zu Allersberg
- Enderndorf am See zu Spalt
- Engelhof zu Spalt
- Eppersdorf zu Allersberg
- Erichmühle zu Wendelstein
- Esselberg zu Greding
- Euerwang zu Greding
- Eulenhof zu Allersberg
- Eysölden zu Thalmässing

### F
- Federhof zu Hilpoltstein
- Feinschluck zu Thalmässing
- Fichtenmühle zu Heideck
- Finstermühle zu Roth
- Fischhaus zu Abenberg
- Fischhof zu Allersberg
- Friedrichsgmünd zu Georgensgmünd
- Fuchsmühle zu Hilpoltstein
- Fünfbronn zu Spalt
- Furth zu Schwanstetten

### G
- Gauchsdorf zu Büchenbach
- Gaulnhofen zu Rohr
- Gebersdorf zu Thalmässing
- Georgensgmünd
- Göckenhof zu Rohr
- Göggelsbuch zu Allersberg
- Göllersreuth zu Thalmässing
- Götzenreuth zu Büchenbach
- Grafenberg zu Greding
- Grashof zu Allersberg
- Graßhöfe zu Thalmässing
- Grauwinkl zu Hilpoltstein
- Greding
- Großhöbing zu Greding
- Großschwarzenlohe zu Wendelstein
- Großweingarten zu Spalt
- Gugelhammer zu Wendelstein
- Guggenmühle zu Allersberg
- Günzenhofen zu Greding
- Günzersreuth zu Kammerstein
- Güsseldorf zu Spalt
- Gustenfelden zu Rohr

### H
- Haag zu Heideck
- Haag zu Kammerstein
- Hagenbuch zu Hilpoltstein
- Hagenich zu Thalmässing
- Hagershof zu Schwanstetten
- Hagsbronn zu Spalt
- Haimpfarrich zu Roth
- Hämmerleinsmühle zu Georgensgmünd
- Harm zu Schwanstetten
- Harrhof zu Allersberg
- Harrlach zu Roth
- Hasenbruck zu Roth
- Hasenmühle zu Kammerstein
- Haubenhof zu Kammerstein
- Hausen zu Greding
- Häusern zu Hilpoltstein
- Hauslach zu Georgensgmünd
- Heblesricht zu Allersberg
- Hebresmühle zu Büchenbach
- Heideck
- Heiligenblut zu Spalt
- Heimbach zu Greding
- Heimmühle zu Thalmässing
- Heindlhof zu Hilpoltstein
- Hengdorf zu Rohr
- Herrnsberg zu Greding
- Heuberg zu Hilpoltstein
- Heubühl zu Roth
- Hilpoltstein
- Hofberg zu Greding
- Höfen zu Heideck
- Hofstetten zu Hilpoltstein
- Hofstetten zu Roth
- Höfstetten zu Spalt
- Hohenrad zu Spalt
- Holzgut zu Schwanstetten
- Holzi zu Hilpoltstein
- Hügelmühle zu Spalt
- Hundszell zu Thalmässing

### I
- Igelsdorf zu Rednitzhembach

### J
- Jahrsdorf zu Hilpoltstein

### K
- Kaising zu Greding
- Kaltenbrunn zu Spalt
- Kammerstein
- Kammühle zu Thalmässing
- Kapsdorf zu Abenberg
- Karm zu Hilpoltstein
- Kätzelmühle zu Thalmässing
- Kauerlach zu Hilpoltstein
- Keilberg zu Spalt
- Kiliansdorf zu Roth
- Kippenwang zu Heideck
- Kleinabenberg zu Abenberg
- Kleinhöbing zu Thalmässing
- Kleinnottersdorf zu Greding
- Kleinschwarzenlohe zu Wendelstein
- Knabenmühle zu Hilpoltstein
- Kochsmühle zu Thalmässing
- Kolbenhof zu Thalmässing
- Königshammer zu Wendelstein
- Kottensdorf zu Rohr
- Kraftsbuch zu Greding
- Kreuth zu Heideck
- Kronmühle zu Allersberg
- Kühedorf zu Büchenbach
- Kupferhammer an der Roth zu Roth

### L
- Laffenau zu Heideck
- Laibstadt zu Heideck
- Lampersdorf zu Allersberg
- Landersdorf zu Thalmässing
- Landerzhofen zu Greding
- Lay zu Hilpoltstein
- Leerstetten zu Schwanstetten
- Leitelshof zu Rohr
- Leonhardsmühle zu Roth
- Leuzdorf zu Rohr
- Liebenstadt zu Heideck
- Linden zu Greding
- Lochmühle bei Heuberg zu Hilpoltstein
- Lochmühle bei Oberrödel zu Hilpoltstein
- Löffelhof zu Hilpoltstein
- Lohen zu Thalmässing
- Lösmühle zu Hilpoltstein
- Louisenau zu Abenberg

### M
- Mäbenberg zu Georgensgmünd
- Marquardsholz zu Hilpoltstein
- Massendorf zu Spalt
- Mauk zu Georgensgmünd
- Meckenhausen zu Hilpoltstein
- Meckenlohe zu Roth
- Meilenbach zu Hilpoltstein
- Mettendorf zu Greding
- Mildach zu Kammerstein
- Mindorf zu Hilpoltstein
- Minettenheim zu Hilpoltstein
- Mittelhembach zu Schwanstetten
- Mörlach zu Hilpoltstein
- Mosbach zu Spalt
- Mühlstetten zu Röttenbach

### N
- Nagelhof zu Spalt
- Nemsdorf zu Rohr
- Neppersreuth zu Kammerstein
- Nerreth zu Wendelstein
- Neumühle zu Büchenbach
- Neumühle zu Thalmässing
- Neuses zu Wendelstein
- Niedermauk zu Röttenbach

### O
- Oberbreitenlohe zu Röttenbach
- Obere Glasschleife zu Roth
- Oberfichtenmühle zu Rednitzhembach
- Oberheckenhofen zu Georgensgmünd
- Obermässing zu Greding
- Obermauk zu Georgensgmünd
- Oberreichenbach zu Kammerstein
- Oberrödel zu Hilpoltstein
- Obersteinbach an der Haide zu Roth
- Obersteinbach ob Gmünd zu Abenberg
- Offenbau zu Thalmässing
- Ohlangen zu Thalmässing
- Österberg zu Greding
- Ottersdorf zu Büchenbach
- Ottmannsberg zu Spalt

### P
- Patersholz zu Hilpoltstein
- Paulusmühle zu Hilpoltstein
- Petersgmünd zu Georgensgmünd
- Petermühle zu Greding
- Pfaffenhofen zu Roth
- Pflugsmühle zu Abenberg
- Pierheim zu Hilpoltstein
- Pippenhof zu Abenberg
- Plöckendorf zu Rednitzhembach
- Polsdorf zu Allersberg
- Poppenreuth zu Kammerstein
- Prünst zu Rohr
- Pruppach zu Roth
- Putzenreuth zu Kammerstein
- Pyras zu Thalmässing

### R
- Rabenreuth zu Thalmässing
- Rambach zu Heideck
- Raubersried zu Wendelstein
- Realsmühle zu Allersberg
- Reckenricht zu Allersberg
- Reckenstetten zu Allersberg
- Rednitzhembach
- Regelsbach zu Rohr
- Reichersdorf zu Thalmässing
- Reinwarzhofen zu Thalmässing
- Riedersdorf zu Hilpoltstein
- Rittersbach zu Georgensgmünd
- Röckenhofen zu Greding
- Rohr
- Roth
- Rothaurach zu Roth
- Röthenbach b.Sankt Wolfgang zu Wendelstein
- Rotheneichmühle zu Greding
- Rothenmühle zu Hilpoltstein
- Röttenbach
- Rudelsdorf zu Kammerstein
- Rudletzholz zu Heideck
- Ruppmannsburg zu Thalmässing

### S
- Sankt Wolfgang zu Allersberg
- Schattenhof zu Kammerstein
- Schloßberg zu Heideck
- Schnittling zu Spalt
- Schönbrunn zu Allersberg
- Schopfhof zu Büchenbach
- Schutzendorf zu Greding
- Schwand b.Nürnberg zu Schwanstetten
- Schweizermühle zu Hilpoltstein
- Schwimbach zu Thalmässing
- Seiboldsmühle zu Heideck
- Seitzenmühle zu Hilpoltstein
- Selingstadt zu Heideck
- Sindersdorf zu Hilpoltstein
- Solar zu Hilpoltstein
- Sorg zu Wendelstein
- Spalt
- Sperberslohe zu Wendelstein
- Stauf zu Thalmässing
- Steindl zu Thalmässing
- Steinfurt zu Spalt
- Steinmühle zu Greding
- Stephansmühle zu Hilpoltstein
- Stetten zu Thalmässing
- Stiegelmühle zu Spalt
- Stockach zu Allersberg
- Stockheim zu Spalt
- Straßenhaus zu Spalt

### T
- Tandl zu Hilpoltstein
- Tautenwind zu Heideck
- Tennenlohe zu Büchenbach
- Thalmässing
- Theilenberg zu Spalt
- Tiefenbach zu Thalmässing
- Trautenfurt zu Spalt

### U
- Ungerthal zu Büchenbach
- Unterbreitenlohe zu Röttenbach
- Untere Glasschleife zu Roth
- Untererlbach zu Spalt
- Unterfichtenmühle zu Rednitzhembach
- Unterheckenhofen zu Roth
- Untermainbach zu Rednitzhembach
- Untermässing zu Greding
- Unterrödel zu Hilpoltstein
- Untersteinbach an der Haide zu Roth
- Untersteinbach ob Gmünd zu Georgensgmünd
- Uttenhofen zu Allersberg

### V
- Viehhausen zu Greding
- Volkersgau zu Kammerstein

### W
- Wagnersmühle zu Allersberg
- Waikersreuth zu Kammerstein
- Waizenhofen zu Thalmässing
- Wallersbach zu Roth
- Wallesau zu Roth
- Walpersdorf zu Rednitzhembach
- Wassermungenau zu Abenberg
- Wasserzell zu Spalt
- Weiherhaus zu Hilpoltstein
- Weihermühle zu Abenberg
- Weihersmühle zu Hilpoltstein
- Weihersmühle zu Rednitzhembach
- Weiler zu Rohr
- Weinmannshof zu Georgensgmünd
- Weinsfeld zu Hilpoltstein
- Wendelstein
- Wernfels zu Spalt
- Wernsbach zu Georgensgmünd
- Wildbad zu Greding
- Wildenbergen zu Rohr
- Wirthsmühle zu Greding

### Z
- Zell zu Hilpoltstein
- Zereshof zu Hilpoltstein
- Ziegelhütte zu Thalmässing
- Zinkelmühle zu Thalmässing
- Zwiefelhof zu Roth
- Zwieselhof zu Rohr

| ↑ Zurück zum Inhaltsverzeichnis |